# Salvatore Gravano
Salvatore Sammy Gravano (nacido el 12 de marzo de 1945) es un exmiembro de la familia criminal Gambino que se convirtió en colaborador de justicia en 1992. Al principio era miembro de la familia Colombo pero después pasaría con los Gambino.

## Biografía
Sammy Gravano nació el 12 de marzo de 1945 en el barrio neoyorquino de Brooklyn.  Era hijo de inmigrantes sicilianos. Le apodaron Sammy porque se parecía a su tío. Sammy comenzó a delinquir cuando era adolescente. Fue apodado "El Toro", después de que un hombre hecho de la mafia fuera testigo de cómo el joven Gravano golpeaba a un grupo de niños que le robaron su bicicleta. El barrio donde vivía Gravano, era Bensonhurst, estaba dominado por la Familia Colombo, y no tardó en empezar a trabajar para estos y entonces Gravano comenzó a llevarse bien con los miembros de la mafia y de hecho fue admirado por el propio Joe Colombo. Pero las rivalidades hicieron salir a Gravano de los Colombo y entrar en 1976 a los Gambino. 

### Miembro de la familia Gambino
En 1978, Sammy mató a su cuñado Nicholas Scibetta por orden del entonces boss Paul Castellano por su drogadicción e insulto a la hija de un caporegime. Después de este hecho, continuó controlando empresas legales e ilegales en Bensonhurst. A Castellano le gustaba que se involucrasen en construcción, gestión de basuras, apuestas etc.. y Gravano obedeció esta regla de la construcción pero en agosto de 1983 John Gotti y 3 de sus compañeros desobecieron involucrandose en el narcotráfico. Entonces, Gravano fue ocupado por Gotti para el complot contra Castellano.  El 16 de diciembre de 1985, Paul Castellano y su guardaespaldas Thomas Bilotti fueron asesinados por un grupo de pistoleros cerca de un restaurante en Midtown Manhattan. Gotti y Gravano estaban diagonal, en un automóvil, supervisando el doble homicidio. El 16 de enero de 1986, en una reunión con sus capitanes, Gotti se autoproclamó nuevo jefe de la Familia Gambino. Frank DeCicco, que había apoyado el asesinato de Castellano, fue nombrado subjefe y Gravano fue elevado al rango de capo. Como consecuencia de esto, por orden del boss de la familia Genovese, Vincent Gigante, DeCicco murió por un carro bomba. La rentabilidad de sus intereses comerciales puso a celoso a Gotti.

## Colaboración con la justicia
El 11 de diciembre de 1990, agentes del FBI y detectives de la policía de Nueva York allanaron el Ravenite y arrestaron a Gravano, Gotti, al consigliere Frank LoCascio y Thomas Gambino (este último hijo del supercapo Carlo Gambino) gracias a grabaciones de micrófonos ocultos. Por ese micrófono, los abogados Bruce Cutler y Gerald Shargel fueron descalificados por ser cómplices de actividades delictivas y también por ese micrófono, en noviembre de 1991, Sammy se sintió obligado a colaborar con la justicia porque Gotti pensaba escaparse de sus crímenes hablando mal a sus espaldas y atribuyéndole todo a Sammy. El 2 de marzo de 1992, Gravano confesó 19 asesinatos, implicando a Gotti en 7, entre ellos el de Paul Castellano. 1 mes después, el 2 de abril el jurado encontró a Gotti y LoCascio culpable de todos los cargos (crimen organizado, 7 asesinatos y extorsión). El 23 de junio, el juez Glasser condenó a ambos a cadena perpetua sin libertad bajo palabra.

## Vida posterior
Gracias a su testimonio contra Gotti, en septiembre de 1994 su condena fue reducida a 5 años, poco después fue liberado e ingresó al Programa de Testigos pero en 1995, Gravano dejó el Programa y de hecho hizo una entrevista de televisión. En 1996, se divorció. Después de 1996, vuelve a empezar su vida. Pero en 2000 fue detenido y condenado a 20 años de prisión por narcotráfico. Su liberación estaba programada para marzo de 2019 en lugar de esto fue liberado en septiembre de 2017.